# Petra Deimer
Petra Deimer (verheiratete Petra Deimer-Schütte, * 9. März 1948 in Göttingen; † 27. März 2024 in Hasloh) war eine deutsche Meeresbiologin und Journalistin, die sich seit Mitte der 1970er Jahre aktiv für den Schutz der Meeressäuger einsetzte. 

## Leben
Aufgrund ihrer Initiative wurde der Archipel um Madeira zur Schutzzone für Meeressäugetiere erklärt und der Walfang vor Madeira mit der Zeit eingestellt. Außerdem trug sie maßgeblich zum Zustandekommen des Washingtoner Artenschutzabkommens bei, das den Handel mit Produkten des Pott-, Finn- und Seiwals verbot. Petra Deimer-Schütte war mit dem TV-Journalisten Hans-Jürgen Schütte verheiratet. Sie war Vorsitzende der „Gesellschaft zum Schutz der Meeressäugetiere“. Der Verein wurde zum 31. Dezember 2012 aufgelöst.
Deimer verfasste eine Reihe von Publikationen zum Thema Meeressäuger und Papageien. Ihr Einsatz für die Wale im Bereich der Insel Madeira wurde von Nina Rauprich im Roman Die sanften Riesen der Meere verarbeitet.
Deimer litt zuletzt an Demenz und verstarb am 27. März 2024.

## Publikationen
Ihre Diplomarbeit an der Universität Hamburg (Hydrobiologie, Fischereiwissenschaft, Zoologie) behandelte die Vergleichende anatomische Untersuchung der rudimentären Beckenknochen der Pottwale.
- Petra Deimer: Papageien – Anschaffung, Eingewöhnung, Ernährung, Krankheiten. Sonderteil: Papageien verstehen lernen. Gräfe und Unzer 1979, ISBN 3-7742-1629-0.
- Petra Deimer: Könige der Meere. Engelbert, Balve/Sauerland 1982, ISBN 3-536-00462-8.
- Petra Deimer: Das Buch der Robben: Abenteuer in Arktis und Antarktis. Rasch und Röhring, Hamburg 1987, ISBN 3-89136-114-9.
- Petra Deimer: Was ist Was Band 85, Wale und Delphine. Tessloff, Nürnberg 1989, ISBN 3-7886-0425-5.
- Petra Deimer-Schütte: Das Buch der Wale. Heyne, München 1990, ISBN 3-453-04016-3.
- Petra Deimer-Schütte: Was ist Was Band 92, Papageien und Sittiche. Tessloff, Nürnberg, ISBN 978-3-7886-0634-3.

## Ehrungen und Auszeichnungen
- 1982: WWF International Award for Conservation Merit
- 1983: Bruno-H.-Schubert Preis
- 1993: Konrad-Lorenz-Medaille
- 2001: Orden der Goldenen Arche

1982 erhielt sie vom damaligen Ehrenpräsidenten des WWF, Prinz Philip, den „WWF International Award for Conservation Merit“. 2001 wurde sie für ihre Arbeit vom niederländischen Prinzgemahl Bernhard mit dem Orden der Goldenen Arche ausgezeichnet.